# Panel Study of Income Dynamics
Die Panel Study of Income Dynamics (kurz PSID) ist eine repräsentative Wiederholungsbefragung in den Vereinigten Staaten. Sie wird seit 1968 von der Universität Michigan durchgeführt und erfasst zahlreiche sozioökonomische Faktoren von Familien über teilweise sechs Generationen. Unter der Leitung von Dr. James Morgan war die Studie nur für 5 Jahre geplant.
Die PSID sammelt Daten über die Familie als Ganzes und die einzelnen Familienmitglieder. Bislang wurden hohe und konstante Antwortraten erzielt. Da auch junge Erwachsene verfolgt werden, die eigene Familien gründen, wuchs die Stichprobe von anfänglich 4800 (1968), über 7000 (2001) und 9000 (2013) schließlich auf über 11000 (2017). Ursprünglich geschaffen, um die Dynamik von Einkommen und Armut zu untersuchen, wurden über fünf Jahrzehnte immer weitere Lebensbereich mit aufgenommen. Dazu gehören Wohlstand, Gesundheit, Philanthropie, Entwicklung in der Kindheit und Übergang zum Erwachsenenalter. 
Die gesammelten Informationen stehen Forschern überall auf der Welt kostenlos zur Verfügung.
Vergleichbare Langzeitstudien sind das Sozio-oekonomische Panel in Deutschland oder die British Household Panel Survey in Großbritannien.